# آنا فلوریس
آنا فلوریس (ایتالیایی: Anna Floris؛ زاده ۱۵ مهٔ ۱۹۸۲) یک تنیس‌باز اهل ایتالیا است.